# Don't Play Me Cheap
Don't Play Me Cheap è un album in studio del duo musicale statunitense Ike & Tina Turner, pubblicato nel 1963.

## Tracce
1. Wake Up
2. I Made a Promise Up Above
3. Desire
4. Those Ways
5. Mamma Tell Him
6. Pretend
7. Don't Play Me Cheap
8. The Real Me
9. Forever Mine
10. No Amends
11. Love Letters
12. My Everything to Me